# 복잡계 경제학
복잡계 경제학은 복잡계 과학을 경제학 문제에 적용하는 것이다. 일반 균형 이론을 포함하여 경제학의 몇 가지 일반적인 가정을 완화한다. 균형의 존재를 거부하지는 않지만, 그러한 균형을 "비평형의 특수한 경우"로, 그리고 경제적 행위자들 사이의 복잡한 상호작용에서 발생하는 창발적 속성으로 간주한다.
"거의 전형적인 예"는 1989년 산타페 연구소에서 만든 인위적인 주식 시장 모델이다 이 모델은 두 가지 다른 결과를 보여준다. 하나는 "예측 변수를 많이 검색하지 않고 동종의 합리적 기대 결과에 대한 수렴이 있다"는 것이고 다른 하나는 "모든 종류의 기술 거래 전략이 나타나고 남아 있으며 거품과 충돌이 발생하는 기간"이다.
보다 일반적으로, 복잡성 경제학 모델은 시스템의 거시적 수준에서 비직관적인 결과가 미시적 수준에서의 단순한 상호 작용에서 어떻게 나타날 수 있는지 연구하는 데 자주 사용된다. 이는 집합적 시스템의 결과를 개인의 합리적인 행동의 단순한 합으로 귀속시키는 대표 대리인 방법의 가정을 피한다. 또한 경제학의 창발에 대한 관점을 고려한다.

## 같이 보기
- 경제물리학